# Labidus mars
Labidus mars är en myrart som först beskrevs av Auguste-Henri Forel 1912.  Labidus mars ingår i släktet Labidus och familjen myror. Inga underarter finns listade i Catalogue of Life.

## Bildgalleri

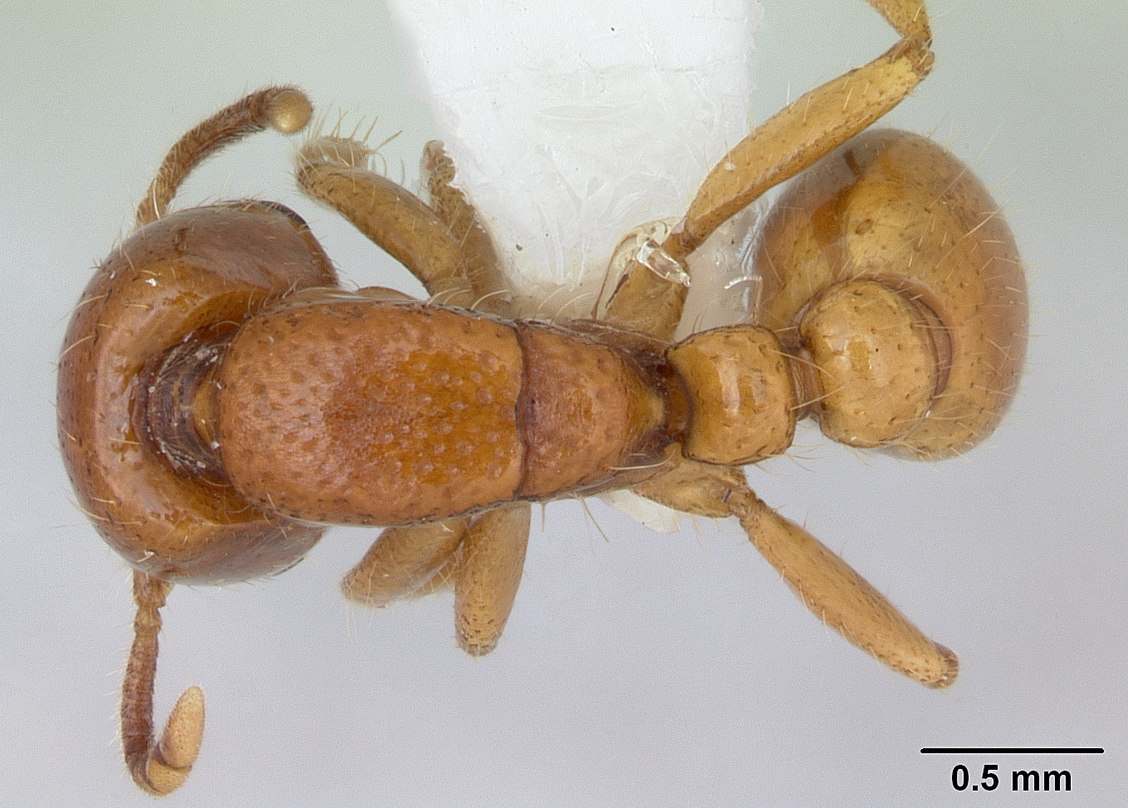
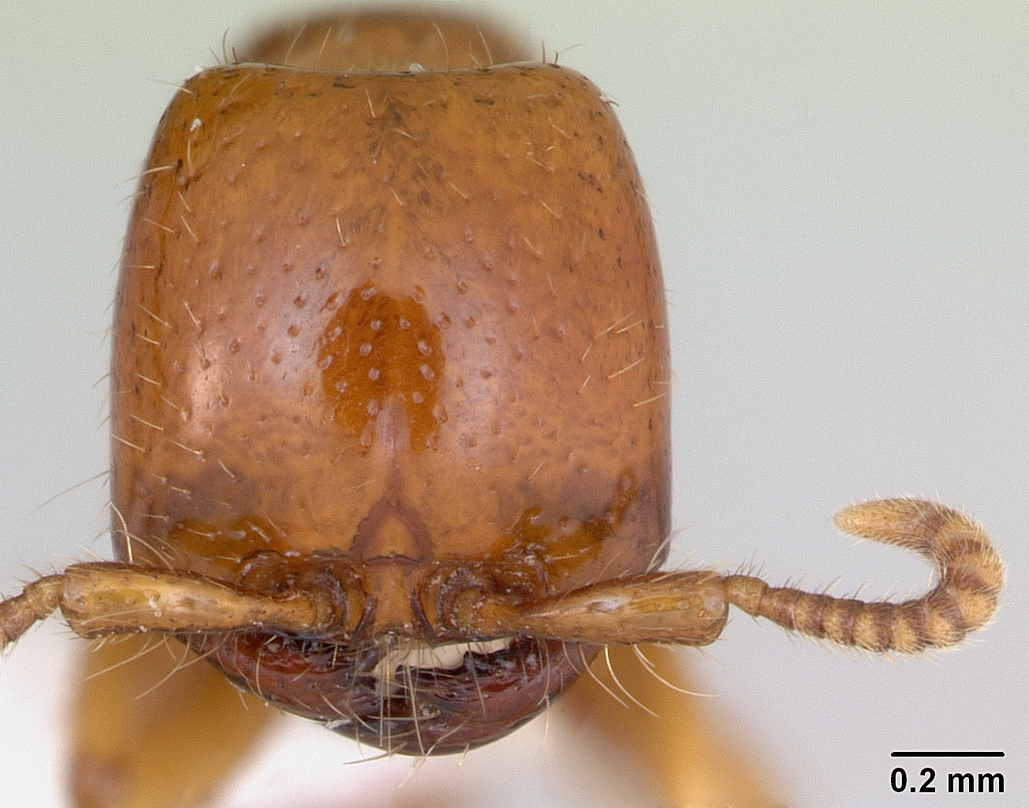
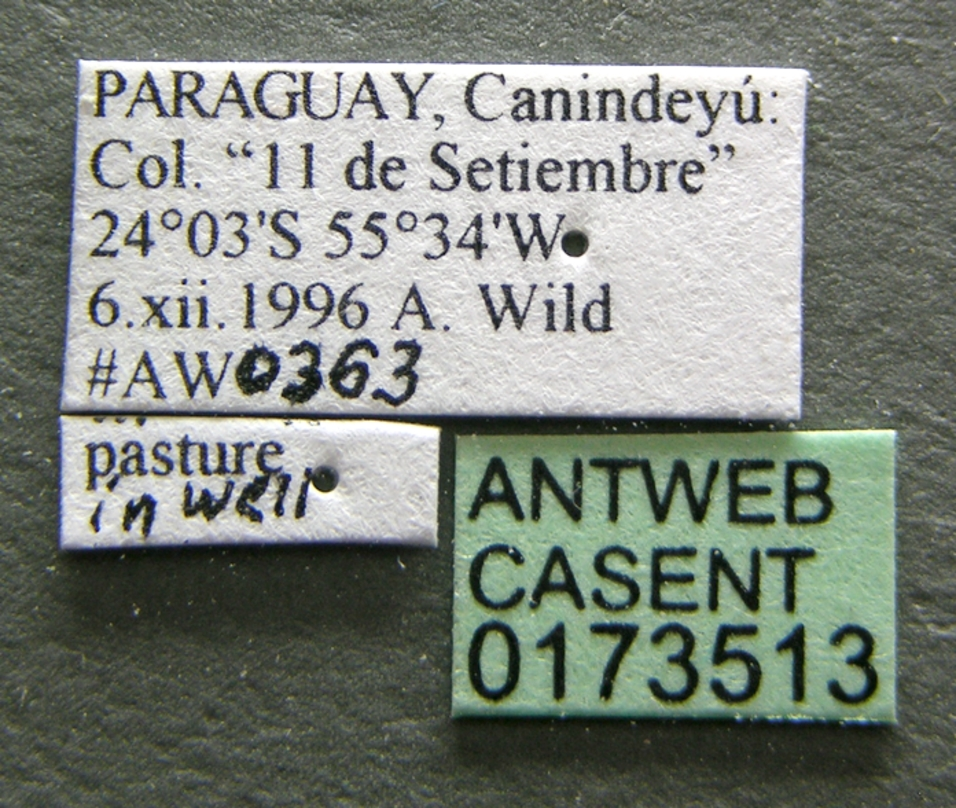
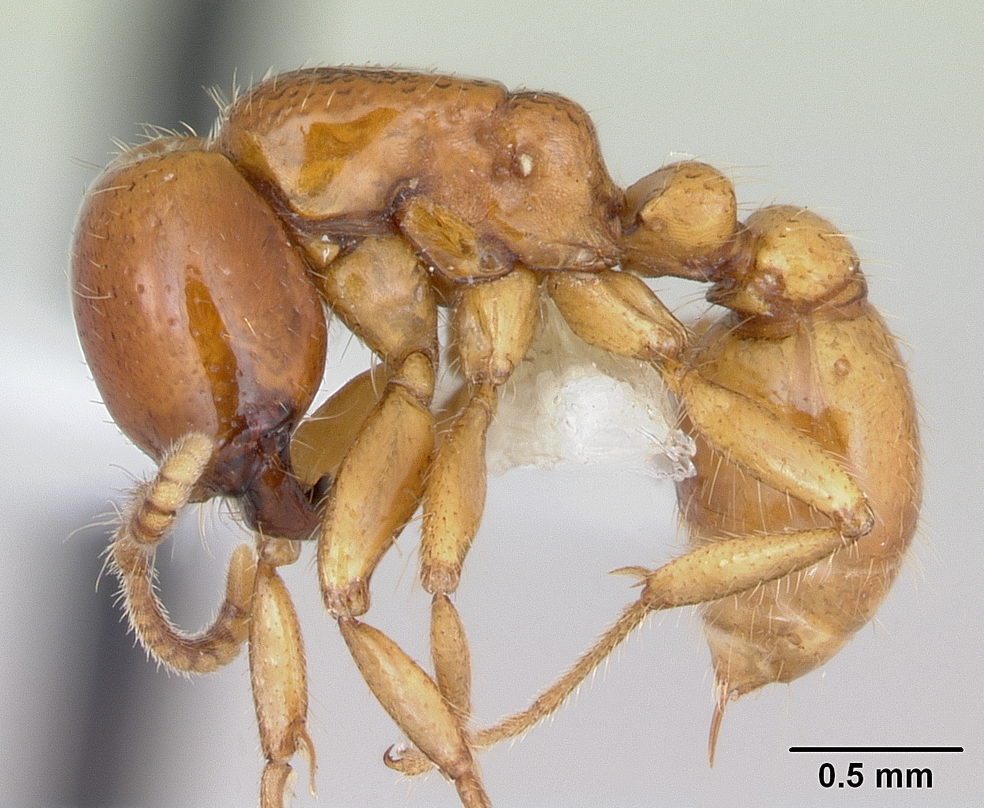
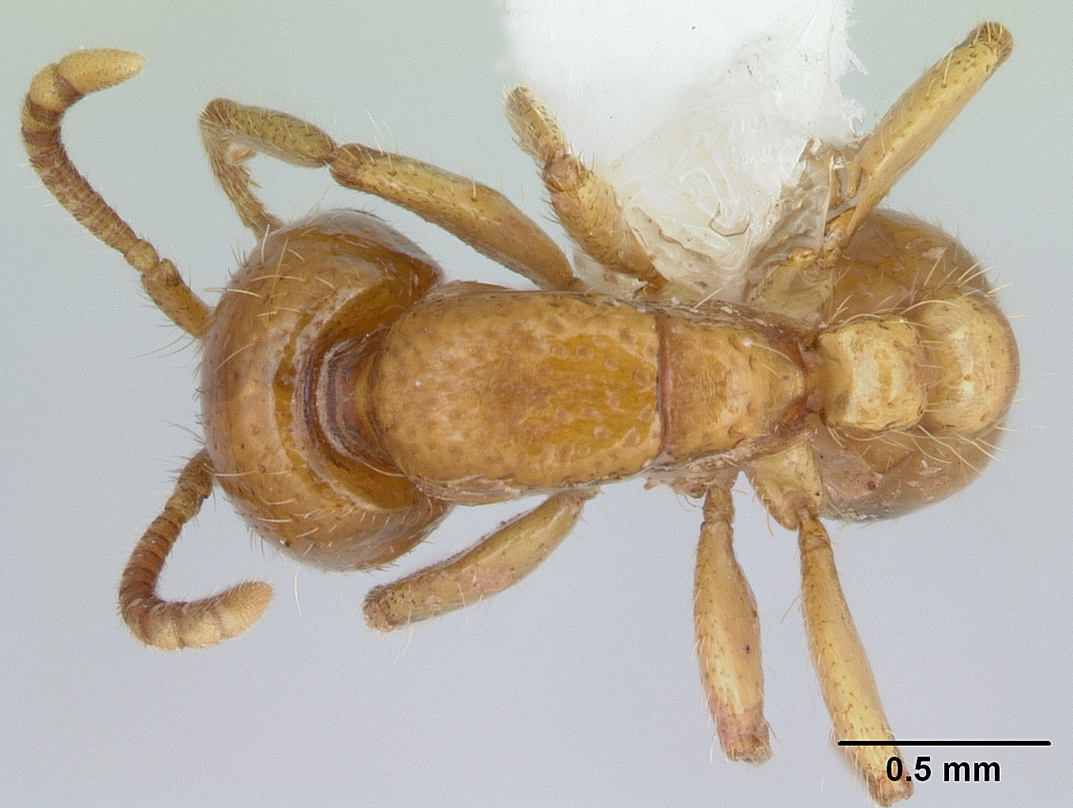
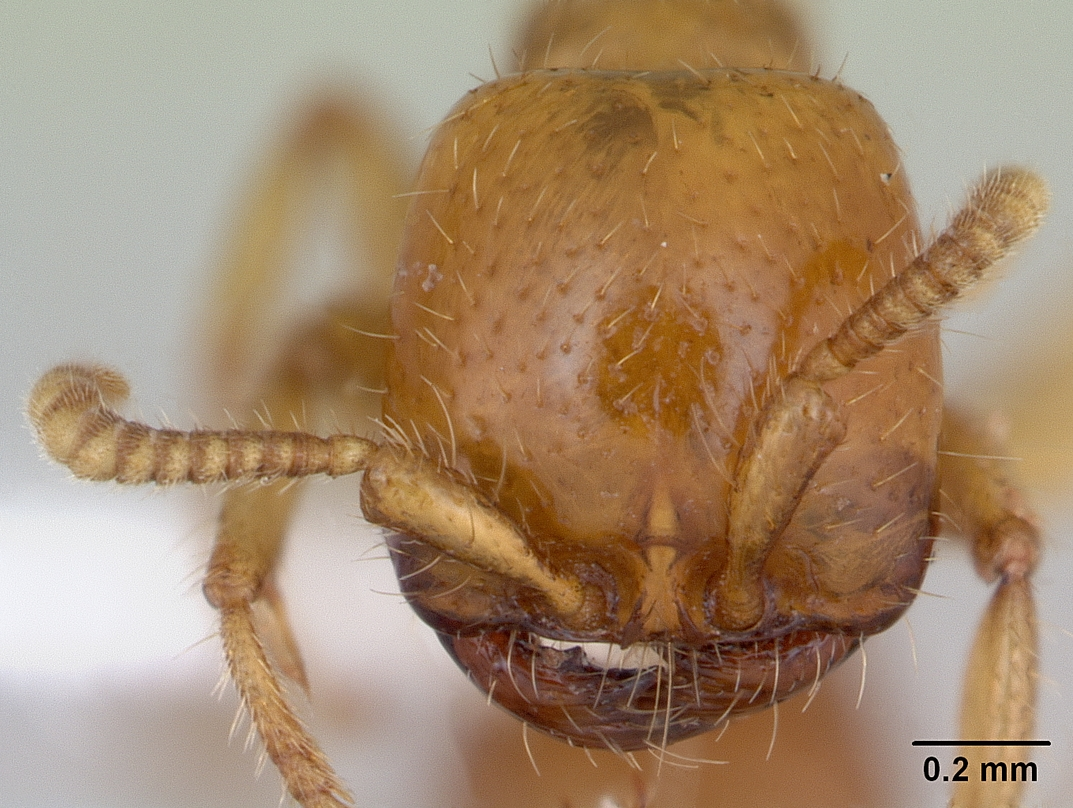